# Hinduismus in Österreich
Der Hinduismus in Österreich ist im Gegensatz zu anderen Glaubensgemeinschaften offiziell wenig organisiert. Seit 1998 gilt eine der verschiedenen Gruppen, die Hinduistische Religionsgesellschaft in Österreich (HRÖ), als "eingetragene religiöse Bekenntnisgemeinschaft" (nach dem Bekenntnisgemeinschaftsgesetz von 1998), die aber im Gegensatz zu „staatlich anerkannten Religionsgemeinschaften“ nicht die volle Anerkennung mit den damit verbundenen Rechten besitzt. Laut der Volkszählung 2001 gab es 3.629 bekennende Hindus. Dagegen schätzen leitende Personen der verschiedenen Gruppen die Anzahl auf mehrere Tausend, die jedoch bei weitem nicht alle offizielle Mitglieder der Bekenntnisgemeinschaft sind.

## Geschichte
1980 gründete der Bengale Bimal Kundu die erste Religionsgruppe von überwiegend vom indischen Subkontinent stammenden Hindus, die noch heute besteht. Kundu, ein promovierter Chemiker, führt als Priester auch Gottesdienste, sogenannte Pujas und andere religiöse Riten durch.
Unter seiner Leitung entstand 1990 der Verein Hindu Mandir Gesellschaft (HMA), aus dem 1999 durch Initiative des damaligen Präsidenten Mukundrai Joshi die Hinduistische Religionsgesellschaft in Österreich (HRÖ) als eingetragene Bekenntnisgemeinschaft hervorging. Damit besitzen hinduistische Gruppen in Österreich erstmals Rechtskörperschaft.
2019 informierte der Dokumentarfilm 'Ohne Bekenntnis' (Regie und Buch: Sandeep Kumar) über die 'wenig bekannte Welt der Hindus in Österreich'. Teil der Dokumentation ist auch die Entstehungsgeschichte eines hinduistischen Zentrums in Traiskirchen, des Sri Sri Radha Govinda Gaudiya Math Tempels.
2021 zeigte der ORF die Doku 'Das Geheimnis des Yoga' (Gestaltung: Jennifer Rezny), u. a. über die Praxis des 'Bhakti Yoga, auch Yoga des Herzens genannt'.
Auch die Hare-Krishna-Bewegung (ISKCON) ist in Österreich seit vielen Jahren präsent.

## Gebetsstätten
Im Jahr 2010 gab es in Wien drei von Laien gegründete Mandirs, hinduistische Tempel. Es handelt sich um behelfsmäßig eingerichtete Räumlichkeiten, einen adaptierten Kellerraum im achten Wiener Gemeindebezirk, ein ehemaliges Ladenlokal im sechzehnten und einen Raum im Afro-Asiatischen Institut im neunten Bezirk. Die Gruppe im sechzehnten Bezirk vertritt eine spezifische Glaubensrichtung innerhalb der unterschiedlichen hinduistischen Glaubensrichtungen, ist jedoch ebenso wie die beiden anderen offen für alle Hindus. Gläubige besuchen nach Belieben den einen oder anderen Tempel, wobei sich Schwerpunkte weniger aufgrund bestimmter religiöser Richtungen bilden, sondern eher durch die jeweiligen gemeinsamen Sprachen des indischen Subkontinentes. Ein weiterer Mandir ist seit Anfang der 1990er Jahre in Salzburg in der Schießstattgasse zu finden.
In jedem Tempel ist ein Besuch nur an bestimmten Wochentagen oder hinduistischen Feiertagen möglich, es gibt keine durchgehende Öffnung. Die Hindugemeinschaft im Afro-Asiatischen Institut unter Leitung von Bimal Kundu ist seit zwei Jahrzehnten aktiv am interkulturellen und interreligiösen Dialog beteiligt.
Wer sich generell als Hindu bezeichnen kann, ist mangels eines allgemeinen Oberhauptes nicht für alle verbindlich geklärt. In Österreich werden offiziell nicht nur in Hindu-Familien geborene Personen als Hindus anerkannt, wie es im indischen Recht (Ehe- und Familienrecht) der Fall ist. So heißt es in der Verfassung (§3.1) der Hinduistischen Religionsgesellschaft: "Hindu ist jede physische Person, die von ihrer Familientradition her Hindu ist oder aufgrund von Diksha (Zeremonie, Einweihung) in eine Sampradaya aufgenommen wurde, bzw. durch Überzeugung Hindu geworden ist".
Im indischen Recht zählen auch Buddhismus, Jainismus, und Sikhismus als 'Varianten des Hinduismus'.

## Personenkreis
Außer vom indischen Subkontinent stammenden Hindus sind in Österreich seit mehreren Jahrzehnten auch zahlreiche andere Gruppen mit überwiegend westlichen Mitgliedern vertreten, sogenannte Neue religiöse Bewegungen, die sich selbst als Hindus bezeichnen.